# Jasmin Šćuk
Jasmin Šćuk [jasmin ščuk] (* 14. července 1990, Mostar, SFR Jugoslávie) je bosenský fotbalový záložník, od roku 2016 hráč klubu SK Slavia Praha od září 2017 na hostování v tureckém klubu BB Erzurumspor.

## Klubová kariéra

### FK Mladá Boleslav
Od roku 2009 působil v juniorce FK Mladá Boleslav, od května 2011 byl přeřazen do A-mužstva Mladé Boleslavi.
V sezóně 2012/13 se probojoval s Mladou Boleslaví do finále českého fotbalového poháru proti Jablonci. Zápas dospěl po remíze 2:2 do penaltového rozstřelu, který mladoboleslavští prohráli poměrem 4:5. Jasmin svůj pokus proměnil.
22. července 2013 (1. kolo sezóny 2013/14) nastoupil proti hostující Příbrami a vstřelil první gól domácích po centru Davida Štípka z pravé strany. Zápas skončil remízou 1:1. Sezona pro něj byla velmi úspěšná, ve 29 zápasech v lize nastřílel celkem 12 gólů a pomohl týmu k umístění na pohárových příčkách.
S Boleslaví se představil ve 2. předkole Evropské ligy UEFA 2014/15 proti svým krajanům, hráčům bosenského týmu NK Široki Brijeg. Boleslav vyhrála 2:1 doma a 4:0 venku a postoupila do 3. předkola proti Olympique Lyon.
V posledním roce boleslavského angažmá se podílel na vítězství v českém poháru. Finále českého poháru (MOL Cup) ročníku 2015/16 hraném ve středu 16. května 2016 na hřišti v Teplicích FK Mladá Boleslav - FK Jablonec 2:0 rozhodli góly v 71. minutě Jan Chramosta a v 75. minutě Jasmin Ščuk.

### SK Slavia Praha
31. května 2016 podepsal tříletý kontrakt se Slavií Praha. V sezóně 2016/17 odehrál 17 ligových zápasů (neskóroval) a získal se Slavií titul mistra nejvyšší české soutěže.

### BB Erzurumspor (hostování)
V září 2017 odešel na hostování do tureckého druholigového klubu Büyükşehir Belediye Erzurumspor.